# ネビロス
ネビロス（Nebiros）は、ヨーロッパの伝承に伝わる悪魔の1人。魔術や悪魔学に関して記したグリモワールと呼ばれる一連の文献においてその名前が見られる。
18世紀もしくは19世紀に民間に流布したグリモワールの1つである『真正奥義書』によれば、ネビロスはアスタロトの配下の悪魔たちの長であり、アスタロト、サルガタナスとともにアメリカに住まう。HaelとSergulathという悪魔を配下に従えており、HaelとSergulathはさらにその下に8柱の精霊を従える。
『真正奥義書』と同じく18世紀以降に流布したと考えられているグリモワール『大奥義書』によれば、ネビロスは地獄の3人の支配者ルシファー、ベルゼビュート、アスタロトに仕える6柱の上級精霊の1柱であり、少将にして総監督官である。アイペロス、ナベルス、グラシャラボラスを配下に持つとされる。ナベルス（ナベリウス）とは同一視されることもある。あらゆる場所に赴き、地獄の軍勢を監視しているとされる。また、望む相手に苦痛を与える力を持ち、金属、鉱物、動植物の効能を知っているという。「栄光の手」と呼ばれる、死刑に処せられた者の手から作られる魔術の道具を見つけることも出来る。地獄の悪魔たちの中でもっとも優れた降霊術の使い手であり、未来を予見することにも長けている。